# Rockin' You for 30 Years
Rockin' You for 30 Years è un album raccolta degli Helix, uscito nel 2004 per l'Etichetta discografica Capitol/EMI.

## Tracce
1. Running Wild In The 21st Century
2. Dirty Dog
3. When The Hammer Falls
4. The Kids Are All Shakin'
5. Kiss It Goodbye
6. Wrecking Ball
7. I'm A Live Frankenstein
8. Good To The Last Drop (radio version)
9. S-E-X-Rated
10. I Wanna Be Stoned
11. Delilah
12. Heavy Metal Cowboys
13. (Make Me Do) Anything You Want
14. Rock You
15. Deep Cuts The Knife
16. Heavy Metal Love
17. Gimme Good Lovin'